# Chilomonas paramecium
Espèce
Classification phylogénétique
- Eukaryota
  - Actinopoda
  - Alveolates
  - Chlorarachniophyta
  - Cryptophyta
  - Euglenozoa
  - Foraminifera
  - Lignée brune
  - Lignée verte
  - Métamonadines
  - Mycetozoa
  - Opisthocontes
  - Parabasiliens
  - Percolozoa
  - Rhizopoda

 Chilomonas paramecium  est une espèce de Cryptophytes se nourrissant par absorption de composés organiques dissous. Elle est capable de reproduction asexuée et sexuée. Elle se déplace à l'aide de deux flagelles recouverts de mastigonèmes.